# آهوچه والتر
آهوچه والتر (نام علمی: Philantomba walteri)، یکی از گونه‌های آهوچه است که در توگو، بنین و نیجریه یافت می‌شود. در سال ۲۰۱۰ توصیف شد. نام آن به یاد پروفسور والتر ورهین است که کسی بود که در سال ۱۹۶۸ نمونه‌ای از این گونه آهوچه را از توگو به دست آورد.